# Zespół Muzyki Dawnej Perfugium
Zespół Muzyki Dawnej Perfugium powstał w 1997 r.
Chór wykonuje wokalna muzykę dawną – religijną przede wszystkim z czasów średniowiecza, renesansu i baroku. Występy chóru odbywają się przede wszystkim w kościele św. Marka, oraz w kościele oo. Dominikanów w Krakowie. Kierownikiem zespołu jest Mateusz Kowalski.
Założyła go grupa młodych ludzi śpiewających w scholi dominikańskiego duszpasterstwa szkół średnich Przystań w Krakowie. Chór koncertował następnie w kościele św. Idziego a od 2002 w kościele św. Marka.
Zespół tworzył oprawę mszy w sanktuarium Bożego Miłosierdzia w Łagiewnikach podczas obchodów Tygodnia Misyjnego i mszy transmitowanej przez Telewizję Kraków, brał udział w liturgii ks. kardynała Franciszka Macharskiego w katedrze na Wawelu, śpiewał w kościele Opactwa Benedyktynów w Tyńcu, w Pustelni Błogosławionej Salomei w podkrakowskim Grodzisku, w kościele Pijarów w Krakowie, w Lipnicy Murowanej podczas konkursu Palm Wielkanocnych.
Perfugium od kilku lat tworzy oprawę muzyczną obchodów Dni Islamu i Dni Judaizmu, ostatnio w 2010 roku w bazylice Ojców Franciszkanów podczas nabożeństwa sprawowanego przez kard. Dziwisza.

## Skład zespołu
(aktualny na 2010 r.)
- alty: Magdalena Rychlak, Zofia Nowak, Anna Iwan
- soprany: Bożena Solarz, Joanna Przybyłowska, Natalia Kucia, Bogumiła Kowalska
- tenory: Mateusz Kowalski (kierownik artystyczny), Mateusz Solarz, Jakub Haberko
- basy: Paweł Iwan, Michał Kłos, Piotr Przybyłowski

## Dyskografia
- Dzięki Ci Panie – Missa de Misericordia z utworami Pawła Bębenka
- Alfa i Omega, pieśni roku liturgicznego od Zwiastowania do Zesłania Ducha Świętego
- Inviolata – pieśni ku czci św. Marii Panny
- Żywot św. Jana Bożego pieśnią i modlitwą spisany